# Sericia simplex
Sericia simplex là một loài bướm đêm trong họ Erebidae.